# شتاینماورن
شتاینماورن (به آلمانی: Steinmauern) یک شهر در آلمان است که در بادن-وورتمبرگ واقع شده‌است. شتاینماورن ۲٬۹۰۴ نفر جمعیت دارد.